# Luis Moreno Ocampo
Luis Moreno Ocampo (Buenos Aires, 4 juni 1952) is een Argentijns jurist. Hij was van 16 juni 2003 tot 16 juni 2012 de eerste hoofdaanklager bij het Internationaal Strafhof.
Als openbaar aanklager heeft hij in Argentinië leden van het voormalige militaire bewind vervolgd, waaronder politiechef Ramon Camps.

## Internationaal Strafhof
Ocampo werd op 21 april 2003 unaniem gekozen tot de eerste aanklager van het Internationaal Strafhof. Hij vervulde deze functie van 16 juni 2003 tot  16 juni 2012. Hij  opgevolgd door Fatou Bensouda, die sinds september 2004 al zijn plaatsvervanger was.